# William Lara
William Lara Díaz (ur. 17 stycznia 1968) – kubański zapaśnik w stylu klasycznym. Piąty na Igrzyskach w Barcelonie 1992 w wadze do 57 kg. Uczestnik Mistrzostw Świata w 1991 roku, gdzie zajął 12 miejsce. Drugi na Igrzyskach Panamerykańskich w 1995 roku, złoty medal na Mistrzostwach Panamerykańskich w 1992. Triumfator Igrzysk Ameryki Środkowej i Karaibów w 1993 roku. Pierwszy w Pucharze Świata w 1992 i 1995.